# Nuages gris

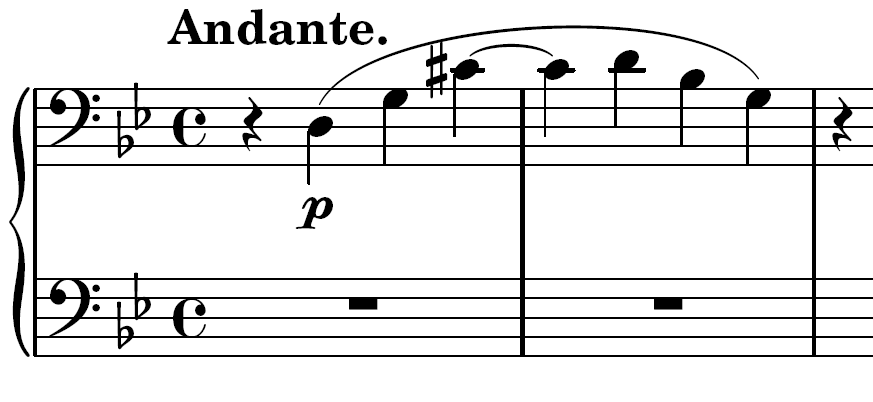
Los primeros dos compases presentan la armonía cuartal usada en la pieza.

Nuages gris (en francés, Nubes grises), S.199, es una obra para piano solo compuesta por Franz Liszt en 1881.
Liszt acentuó el carácter experimental de sus composiciones en sus últimos años de vida. A diferencia de la mayoría de sus obras anteriores, donde predominaba un gran virtuosismo técnico para permitir el lucimiento del intérprete, Nuages Gris es una obra breve y sencilla de tocar.
Las armonías están basadas en tríadas aumentadas, mientras que la línea melódica hace amplia referencia al modo lidio en sol. Las armonías, que son muy diferentes de las empleadas en sus primeras obras, dan un sentimiento muy oscuro y casi mórbido a la pieza, y reflejan las depresiones que el compositor sufría en sus últimos años de vida.
En la banda sonora de la última película rodada por Stanley Kubrick, Eyes Wide Shut, se oye la música de Nuages gris.